# Unificació Comunista d'Espanya
Unificación Comunista de España (UCE) és un partit polític espanyol autodeclarat marxista-leninista i seguidor del pensament de Mao Zedong. No obstant això, l'organització Atenció i Investigació de Socioaddiccions (AIS), una entitat sense ànim de lucre i membre de la Federació Europea de Centres de Recerca i d'Informació sobre Sectarisme, la defineix com una secta.
Defensa la construcció d'una República Democràtica Popular Espanyola, que reconeix com una unitat nacional (tot i que integrada per diferents nacionalitats), ressalta els vincles amb Amèrica Llatina i denuncia el procés de construcció europea com una eina de l'imperialisme alemany. El seu portaveu és el quinzenal De Verdad, editat a València.

## Història
Va ser fundat el 1973 quan el grup maoista Tribuna Obrera es convertí en partit polític, amb la intenció de treballar per la unificació en un sol partit polític de totes les organitzacions marxistes-leninistes espanyoles. Durant la transició va encetar un procés de fusió, frustrat amb el Moviment Comunista (MCE).
El 1979, amb el seu primer congrés, canvià la seva línia política per la de la construcció de la mateixa UCE com a organització del proletariat espanyol. Alhora mantenia la necessitat d'un ample Front Patriòtic i Democràtic que lluités per la independència i la democràcia d'Espanya. S'oposà a la intervenció soviètica a l'Afganistan (1980), i a l'entrada d'Espanya a l'OTAN (1981) i a la CEE (1986). A les eleccions generals de 1989, 1993, 1996 i 2000 van demanar el vot per Izquierda Unida i en les Eleccions al Parlament de Catalunya de 2006 per a Ciutadans - Partit de la Ciutadania. També han demanat el vot per Unió, Progrés i Democràcia.
Per a les eleccions al Parlament Europeu del 2014 van crear i van liderar la candidatura Recortes Cero, i amb aquesta marca es presenten des de llavors a totes les eleccions generals, autonòmiques i al Parlament Europeu.

## Resultats electorals
| Eleccions i data                                                                                      | Vots   | %    |
| --- | ------ | ---- |
| Eleccions generals espanyoles de 1979 (en coalició amb Organització Comunista d'Espanya-Bandera Roja) | 47.937 | 0,27 |
| Eleccions generals espanyoles de 1982                                                                 | 24.044 | 0,11 |
| Eleccions generals espanyoles de 1986                                                                 | 42.451 | 0,21 |
| Eleccions al Parlament Europeu de 1987                                                                | 21.482 | 0,11 |
| Eleccions municipals espanyoles de 1987                                                               | 3.380  | 0,02 |
| Eleccions municipals espanyoles de 2011                                                               | 5.218  | 0,14 |